# FILM.UA Group
FILM.UA Group – jedna z największych w Europie Wschodniej pionowo zintegrowanych grup firm działających w sektorze produkcji filmowej i telewizyjnej. Firma zajmuje się rozwojem, produkcją, adaptacją, dystrybucją oraz dostarczaniem treści audiowizualnych, oferując pełen zakres usług w tej dziedzinie.

## Historia i działalność
FILM.UA została założona w listopadzie 2002. Od tamtego czasu do 2025 studio zrealizowało 80 filmów, 81 seriali oraz 18 programów telewizyjnych, a także 6 pełnometrażowych produkcji przeznaczonych do dystrybucji kinowej. Produkcje tej wytwórni zostały obejrzane przez ponad 500 milionów widzów na całym świecie. Filmy i seriale FILM.UA otrzymały łącznie 86 nagród oraz 165 nominacji przyznanych przez międzynarodowe festiwale filmowe.
W 2012, w ramach FILM.UA Group, powstało studio Animagrad. W jego portfolio znajdują się liczne produkcje 2D i 3D. 

## Struktura biznesowa
FILM.UA Group składa się z kilku wyspecjalizowanych działów:
- Produkcja: realizacja filmów fabularnych, seriali, filmów dokumentalnych, animacji oraz projektów VR i AR.
- Postprodukcja: usługi z zakresu efektów specjalnych (VFX), animacji komputerowej (CGI), koloryzacji, adaptacji graficznej, dubbingu oraz tworzenia napisów. FILM.UA Group
- Kompleks studyjny: osiem w pełni wyposażonych hal zdjęciowych, studio z certyfikatem Dolby Premier, studio dźwiękowe, kino, a także zaplecze administracyjne i castingowe. FILM.UA Group
- Dystrybucja: dystrybucja praw do treści, licencjonowanie, sponsoring oraz wydawnictwo książkowe. FILM.UA Group
- Nadawanie: specjalistyczne kanały satelitarne emitujące filmy, seriale i programy telewizyjne produkcji FILM.UA Group oraz partnerów.
- Projekty edukacyjne: system szkoleń i warsztatów filmowych.
- Doradztwo medialne: usługi konsultingowe, badania rynku medialnego, zarządzanie wydarzeniami medialnymi[5].